# Wazłujiwka
Wazłujiwka (ukr. Вазлуївка) – wieś na Ukrainie, w obwodzie winnickim, w rejonie czerniweckim, nad Wazłujem. W 2001 roku liczyła 230 mieszkańców.